# إلمر تي شانون
إلمر تي شانون (بالإنجليزية: Elmer T. Shannon)‏ هو مهندس أمريكي، ولد في 2 فبراير 1892، وتوفي في 14 فبراير 1961.

## روابط خارجية
- إلمر تي شانون على موقع DriverDB.com (الإنجليزية)